# Héctor Hurtado
Héctor Hurtado (Tulúa, 21 september 1975) is een Colombiaanse profvoetballer, die sinds 2012 onder contract staat bij América de Cali. Hij speelt als aanvaller of als aanvallende middenvelder.

## Clubcarrière
Hurtado speelde als aanvaller bij onder meer América de Cali, met wie hij twee landstitels behaalde.

## Interlandcarrière
Hurtado speelde achttien officiële interlands voor Colombia in de periode 1999-2005, en scoorde drie keer voor de nationale ploeg. Hij maakte zijn debuut in de vriendschappelijke uitwedstrijd tegen Venezuela (0-0) op 31 maart 1999 in Maracaibo, net als doelman Agustín Julio (Independiente Santa Fe), Pedro Portocarrero (Independiente Santa Fe), Manuel Galarcio (Atletico Junior), Franky Oviedo (America de Cali), Johnnier Montaño (Quilmes), Gustavo Del Toro (Independiente Santa Fe), Jairo Castillo (America de Cali) en Orlando Ballesteros (Atletico Bucaramanga). Hurtado moest in dat duel na 75 minuten plaatsmaken voor Gustavo Restrepo.
| Interlanddoelpunten | Interlanddoelpunten | Interlanddoelpunten | Interlanddoelpunten           | Interlanddoelpunten | Interlanddoelpunten | Interlanddoelpunten | Interlanddoelpunten |
| #                   | Datum               | Locatie             | Wedstrijd                     | Goal(s)             | Score               | Uitslag             | Wedstrijd           |
| ------------------- | ------------------- | ------------------- | ----------------------------- | ------------------- | ------------------- | ------------------- | ------------------- |
| 1                   | 27/05/00            | East Rutherford     | Colombia – Jamaica            | 90+1' (pen.)        | 3 – 0               | 3 – 0               | Oefenduel           |
| 2                   | 17/01/05            | Los Angeles         | Colombia – Guatemala          | 80'                 | 1 – 1               | 1 – 1               | Oefenduel           |
| 3                   | 12/07/05            | Miami               | Colombia – Trinidad en Tobago | 79'                 | 2 – 0               | 2 – 0               | Gold Cup            |

## Erelijst
América de Cali
- Copa Mustang

2000, 2005 (Apertura)
- Topscorer Copa Merconorte

1998 (vier doelpunten)
 Universitario de Deportes
- Primera División Peruana

2008 (Apertura)